# Ostaci brodoloma trgovačkog broda Vassilios
Vassilios je potonuli trgovački brod čiji se ostatci nalaze na dnu mora nedaleko od Komiže.

## Opis
Dužina ove olupine grčkog trgovačkog broda iznosi 100 metara, a širina 15 metara. Brod leži na lijevom boku. Imao je 3673 BRT nosivosti. Proizveden je u Osaki, u Japanu, 1920. i prvotno je nosio ime "Eastern Temple". Potonuo je 1939. godine nakon udara u obalu. Pored velikog tovarnog prostora dobro je sačuvana pogonska grupa i nadgrađe.

## Zaštita
Pod oznakom Z-80 zaveden je kao nepokretno kulturno dobro - arheologija, pravna statusa zaštićena kulturnog dobra, klasificirano kao "podvodna arheološka zona/nalazište".